# Астерикс и Клеопатра
«Астерикс и Клеопатра» (фр. Astérix et Cléopâtre) — французский полнометражный мультипликационный фильм, экранизация известной серии комиксов об Астериксе и Обеликсе. Второй в цикле мультфильмов, продолжение фильма «Астерикс из Галлии». Режиссёрами выступили сами создатели комиксов — писатель Рене Госинни и художник Альбер Удерзо. Мультфильм получил премию «Золотой экран» в 1974 году.
В 2002 году была снята игровая переделка этого мультфильма: «Астерикс и Обеликс: Миссия Клеопатра».

## Сюжет
Чтобы доказать Цезарю, что египетский народ по-прежнему велик, Клеопатра обещает построить роскошный дворец за 3 месяца. Это задание она поручает своему лучшему зодчему — Нумеробису, обещая ему богатство в случае успеха или смерть от крокодилов в случае поражения. Испуганный и паникующий Нумеробис, понимая, что эта задача невозможна без помощи магии, отправляется на север, в Галлию, просить помощи у друида-волшебника Панорамикса. Тот соглашается отправиться в Египет и берёт с собой Астерикса и Обеликса, который, в свою очередь, берёт с собой своего смышлёного пёсика Идефикса. По дороге в Египет на корабль Нумеробиса нападают пираты, которых Астерикс и Обеликс с лёгкостью побеждают. Приехав в Египет, становится известно, что Нумеробис не такой уж и великолепный зодчий, а его постройки высмеиваются на родине. Коварный зодчий-конкурент Амонбофис решает помешать египтянам в постройке дворца, поскольку Нумеробис построил тому плохой дом, который вскоре обрушился.
Амонбофис сеет напряжение между строителями, убеждая их в том, что их эксплуатируют, и призывает их бросить работу. Вскоре Панорамикс восстанавливает дух строителей, дав им магического зелья, которое увеличило их силу, вследствие чего ход строительства значительно ускорился: Обеликс же остаётся без зелья (в детстве он упал в котёл, и эффект зелья действует на него постоянно) и сильно обижается. Постепенно количество материала уменьшается, а новые поставки всё не приходят — Амонбофис перехватил корабль с камнем, и галлам приходится плыть по Нилу за ним. По пути они останавливаются с целью посетить пирамиды в Гизе, где Обеликс случайно ломает Сфинксу нос и прячет его под статую. В это время галлов находит помощник Амонбофиса — Турневис, который представляется им как гид и заводит их в Пирамиду Хеопса. Оказавшись в замкнутом помещении, Панорамикс решает дать Обеликсу порцию зелья, и тот пробивает дверь. Но галлы не могут найти выход из катакомб: их спасает лишь Идефикс, которого Обеликс оставил у входа в гробницу. В это время Амонбофис договаривается с пиратами о захвате кораблей с поставками, но вскоре их настигают галлы и вновь обращают разбойников в бегство. Затем Амонбофис решает обмануть Клеопатру, послав ей пудинг с мышьяком от имени галлов: дегустатор царицы, попробовав его, заболевает. Клеопатра находит героев и сажает в тюрьму, но у Панорамикса оказывается противоядие, а галлы, с лёгкостью выбравшись из тюремной камеры, спокойно съедают весь подарок. Когда же царицу интересует, почему отравился дегустатор, Панорамикс говорит, что у слуги несварение, и лечит его. Клеопатра, понимая, что несправедливо поступила с галлами, отпускает их. Вскоре Амонбофиса и Турневиса ловят и заставляют работать на стройке.
Клеопатра хвалится Цезарю, что она почти победила, и тот посылает диверсанта на стройку. Зная о магическом зелье, Цезарь так же отправляет на стройку трёх наёмников с целью захватить друида Панорамикса. Двоих наёмников ловят Астерикс с Обеликсом: узнав у них о планах Цезаря, они успевают спасти Панорамикса. В панике Цезарь отправляет на стройку осадный отряд, который начинает рушить дворец. Галлы посылают Клеопатре сообщение о произошедшем, и та заставляет Цезаря снять осаду и возместить весь урон.
Дворец построен. Нумеробис награждён, а галлы отправляются домой на королевском корабле, подаренной им Клеопатрой. Лишь голодные крокодилы и лев Клеопатры недовольны финалом.

## Персонажи
- Астерикс
- Обеликс
- Панорамикс
- Юлий Цезарь
- Клеопатра
- Идефикс

## Релиз
В России мультфильм был выпущен фирмой «Викинг Видео».